# Шер, Борис Ильич
Бори́с Ильи́ч Шер (24 июля 1914, Черноостровск — 10 ноября 1994, Москва) — советский оператор документального кино, фронтовой кинооператор в годы Великой Отечественной войны. Единственный, кому во время киносъёмки удалось сбить немецкий истребитель Фокке-Вульф 190. Заслуженный деятель искусств РСФСР (1988).

## Биография
Родился в посёлке Черноостровск (ныне Туруханский район, Красноярский край) в семье большевика Ильи Михайловича Шера (1886—1965), участника вооруженного восстания в Одессе в 1905 году, находящегося в ссылке (впоследствии ответственного секретаря Всесоюзного общества старых большевиков). В 1934 году ушёл со второго курса Государственного института кинематографии и с мая 1934-го — ассистент оператора на кинофабрике «Союзкинохроника» (с 1936 года — Московская студия кинохроники). В 1936—1937 годах проходил службу в кавалерийских частях Красной армии. С ноября 1937 года вновь на Московской студии кинохроники, оператором.
В первые дни Отечественной войны был призван на службу в Красную аримию, в звании капитана. Работал в составе киногруппы Северо-Западного фронта во 2-й партизанской бригаде, где ему нередко приходилось откладывать кинокамеру и браться за боевое оружие. Позже находился в киногруппе Ленинградского и Северо-Западного фронтов. С января по март 1943 года — в киногруппе Сталинградского фронта, а затем Западного фронта. 
10 июня 1943 года 224-я штурмовая дивизия осуществила боевой вылет группой из 23 самолётов, на замыкающем Ил-2, пилотируемым младшим лейтенантом Иваном Старченковым, полетел и Б. Шер.

Во время налёта на Брянский аэродром противника 10/VI 1943 г. кинооператор капитан Шер производил с самолёта кино-съёмки и одновременно исполнял обязанности стрелка. При отражении атаки истребителей противника капитан Шер очередью из пулемёта сбил самолёт противника — «Фокке Вульф-190».
— Начальник киногруппы Западного фронта А. Медведкин, из записи в наградном листе
При этом Шер успел ещё и заснять падение сбитого им «фоккера». Советский лётчик-испытатель И. И. Шелест в своих мемуарах отмечал, что, видимо, такое удачное попадание стало возможным благодаря кинооператорским навыкам Шера, так как его профессиональная привычка «быстро наводить объектив на фокус пригодилась и в обращении с пулемётом».
Далее проходил службу в киногруппах Воронежского, Карельского, 1-го Украинского, 3-го Украинского, 4-го Украинского и 2-го Дальневосточного фронтов.
 После демобилизации в ноябре 1945 года вернулся на Центральную студию документальных фильмов. В 1951—1952 годах был откомандирован на корпункт Черноморской кинофабрики в Кишинёве. В июле 1976 вышел на пенсию.
Член ВКП(б) с 1950 года, член Союза кинематографистов СССР (Москва) с 1957 года. Кроме фильмов им снято около 1000 сюжетов для кинолетописи и киноперидиодики: «Союзкиножурнал», «Пионерия», «Железнодорожник», «Новости дня», «Советский спорт», «Дружба», «Советский воин», «Советский патриот», «Страна Советская», «Советское кино».
Роман Кармен, который часто с ним работал, вспоминал, что более всего он ценил в Борисе Шере чувство товарищества, «возведённое у него в закон жизни», а также отмечал его высокий профессионализм:
Любому кинооператору можно было только мечтать о таком напарнике. Скрупулезно точный, любящий аппаратуру и оптику, на вид медлительный, но на событийной съёмке прицельно точный, успевающий без излишней суеты занять лучшую точку, запечатлеть кульминационные фазы события. Снайпер кинорепортажа.Роман Кармен, «Но пасаран» 1972.
Скончался 10 ноября 1994 года в Москве. Урна с прахом захоронена в колумбарии Новодевичьего кладбища города Москвы, секция 126-25-4.

## Фильмография
- 1931 — Говорят пролетарии Тулы (совместно с Б. Макасеевым)
- 1939 — Будем как Ленин
- 1939 — ВСХВ
- 1942 — Ленинград в борьбе (в соавторстве)
- 1942 — Разгром немецких войск под Москвой (в соавторстве)
- 1943 — Народные мстители
- 1943 — Сталинград (в соавторстве)
- 1944 — Битва за Советскую Украину (в соавторстве)
- 1944 — Минск наш (в соавторстве)
- 1944 — На Восточную Пруссию (в соавторстве)
- 1944 — Освобождение Белоруссии (в соавторстве)
- 1945 — Разгром Японии (в соавторстве)
- 1945 — Югославия
- 1947 — Карело-Финская республика
- 1948 — День шахтёра (в соавторстве)
- 1949 — Советский Казахстан
- 1950 — Советская Латвия (в соавторстве)
- 1957 — Афганистан
- 1957 — Балтийцы у югославских друзей
- 1957 — Мастера индийского искусства
- 1957 — Москва ждёт друзей
- 1957 — Праздник нового мира
- 1958 — В небесах, на земле и на море
- 1958 — Весна большой дружбы
- 1958 — Во имя мира
- 1958 — Под боевыми знаменами
- 1959 — Американские губернаторы в СССР
- 1959 — Гости из Кашмира
- 1959 — Дружба, цвети в веках
- 1960 — Авиапарад
- 1960 — Выше самых высоких гор
- 1960 — Город чудес
- 1961 — Космонавты
- 1962 — Атомщики Англии
- 1962 — Делегация Югославии
- 1963 — Мексиканские дипломаты
- 1963 — Сиримаво Бандаранаике
- 1964 — Американские женщины в СССР
- 1964 — Премьер-министр Отто Краг
- 1965 — ДОСААФ
- 1965 — Марсель Дюзима в СССР
- 1965 — Флаг над Родиной
- 1965 — Шах Ирана в СССР
- 1966 — Если дело по душе
- 1966 — Подвиг народа бессмертен
- 1967 — Вечный огонь
- 1970 — Газета Труд
- 1971 — XXIV съезд КПСС
- 1971 — Толстой и Индия
- 1972 — Визит друзей (совместно с Н. Даньшиным)
- 1972 — Ливанские парламентарии в СССР (совместно с Е. Федяевым)
- 1972 — Парламентарии Румынии в Советском Союзе (совместно с Н. Даньшиным)
- 1974 — Музыка народу (совместно с Г. Епифановым, В. Грезиным)
- 1974 — Парламентарии Сьерра-Леоне в СССР (совместно с В. Извековым)
- 1974 — Парламентская делегация Новой Зеландии в Советском союзе (совместно с А. Крыловым)
- 1974 — Посланцы демократического Йемена (совместно с Е. Яцуном)
- 1975 — Память о мужестве
- 1976 — Нам дорог мир (совместно с В. Извековым, А. Крыловым)

## Награды и звания
- орден Красного Знамени (16 июля 1942) — за участие в боевых действиях партизанских отрядов Ленинградской области[9];
- медаль «Партизану Отечественной войны» I степени (27 декабря 1943)[10][11];
- медаль «За оборону Сталинграда»[11];
- медаль «За оборону Ленинграда»[11];
- орден Отечественной войны II степени (11 июня 1944) — за сбитый немецкий самолёт Фокке-Вульф 190[3];
- медаль «За взятие Берлина»[11];;
- медаль «За победу над Японией»[11];;
- медаль «За победу над Германией в Великой Отечественной войне 1941—1945 гг.»[11];;
- Орден Отечественной войны II степени (6 ноября 1985)[12];
- заслуженный деятель искусств РСФСР (4 мая 1988)[11];
- медали СССР[11].